# I Kill Giants
I Kill Giants es una película de drama y fantasía de 2017 dirigida por Anders Walter desde un guion de Joe Kelly, basado en la novela gráfica del mismo nombre de Joe Kelly y Ken Niimura. La película es protagonizada por Madison Wolfe, Imogen Poots, Sydney Wade, Rory Jackson y Zoe Saldaña.

## Reparto
- Madison Wolfe como Barbara Thorson.
- Imogen Poots como Karen Thorson.
- Sydney Wade como Sophia.
- Rory Jackson como Taylor.
- Art Parkinson como Dave.
- Zoe Saldaña como la señora Mollé.
- Noel Clarke como Mr. Mollé
- Jennifer Ehle como la Sra. Thorson
- Ciara O'Callaghan como Theresa Tuzzo.
- John Boyle como Titán.

## Producción
El 23 de marzo de 2015, se anunció que la novela gráfica de Joe Kelly y Ken Niimura I Kill Giants estaba siendo adaptada a una película de acción real, para la cual Kelly escribiría el guion. Chris Columbus se unió como productor de la película a través de 1492 Pictures, junto con Ocean Blue Entertainment, Man of Action Studios y XYZ Films. Treehouse financiaría completamente la película, mientras que XYZ se encargaría de las ventas internacionales. Anders Walter haría su debut como director de largometraje.
El 11 de septiembre de 2015, Zoe Saldaña y Madison Wolfe se unieron a la película, en la que Wolfe interpretaría a Barbara, una joven inadaptada que lucha contra monstruos internos y externos en su vida, mientras que Saldana interpretaría a la Sra. Mollé, una psicóloga escolar. Wolfe fue contratada para la película después de una búsqueda en 500 actores. El 10 de septiembre de 2016, se confirmó que Imogen Poots aparecería en la película.
La fotografía principal de la película comenzó el 27 de septiembre de 2016.